# تونی روتن
تونی روتن (انگلیسی: Tony Wroten؛ زادهٔ ۱۳ آوریل ۱۹۹۳) بازیکن بسکتبال اهل ایالات متحده آمریکا است.
از باشگاه‌هایی که در آن بازی کرده‌است می‌توان به ممفیس گریزلیز، فیلادلفیا سونتی‌سیکسرز، باشگاه بسکتبال کالو، باشگاه بسکتبال یوونتوت بادالونا، و الان بیرنایس اشاره کرد.